# Garita (Suances)
Garita es un vértice geodésico regente situado en el municipio cántabro de Suances (España). Se encuentra situado en el Alto del Dichoso, situado en la parte más alta de la punta homónima. Marca una altitud de 46,40 m s. n. m. desde la base del pilar. Se accede a este punto a través de un cómodo paseo desde el aparcamiento del faro de Suances, andando. 